# Philonicus albiceps
Philonicus albiceps là một loài ruồi trong họ Asilidae. Philonicus albiceps được Meigen miêu tả năm 1820.

## Hình ảnh

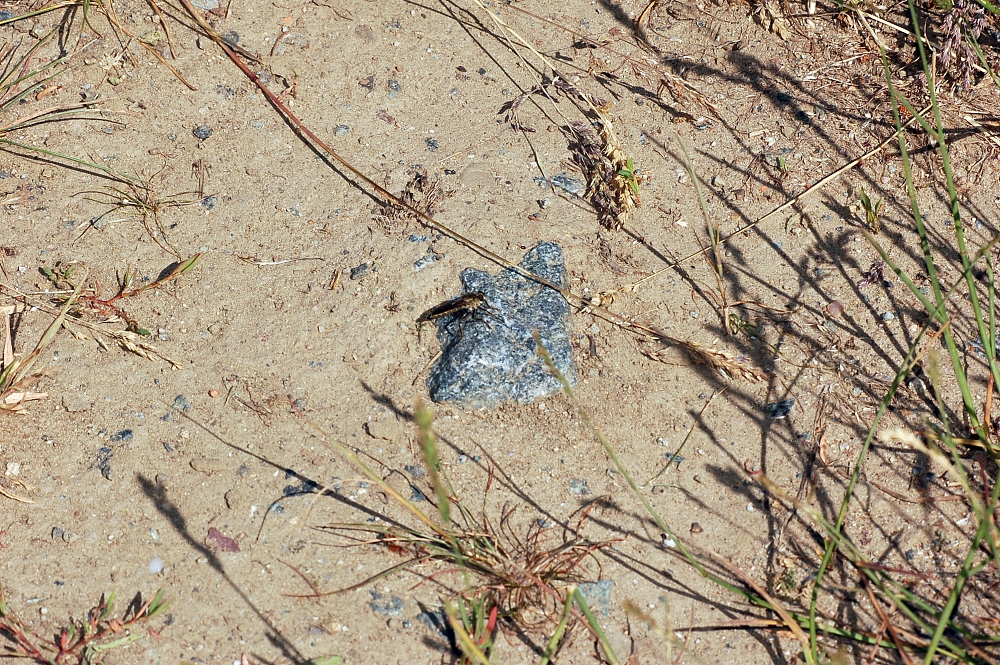
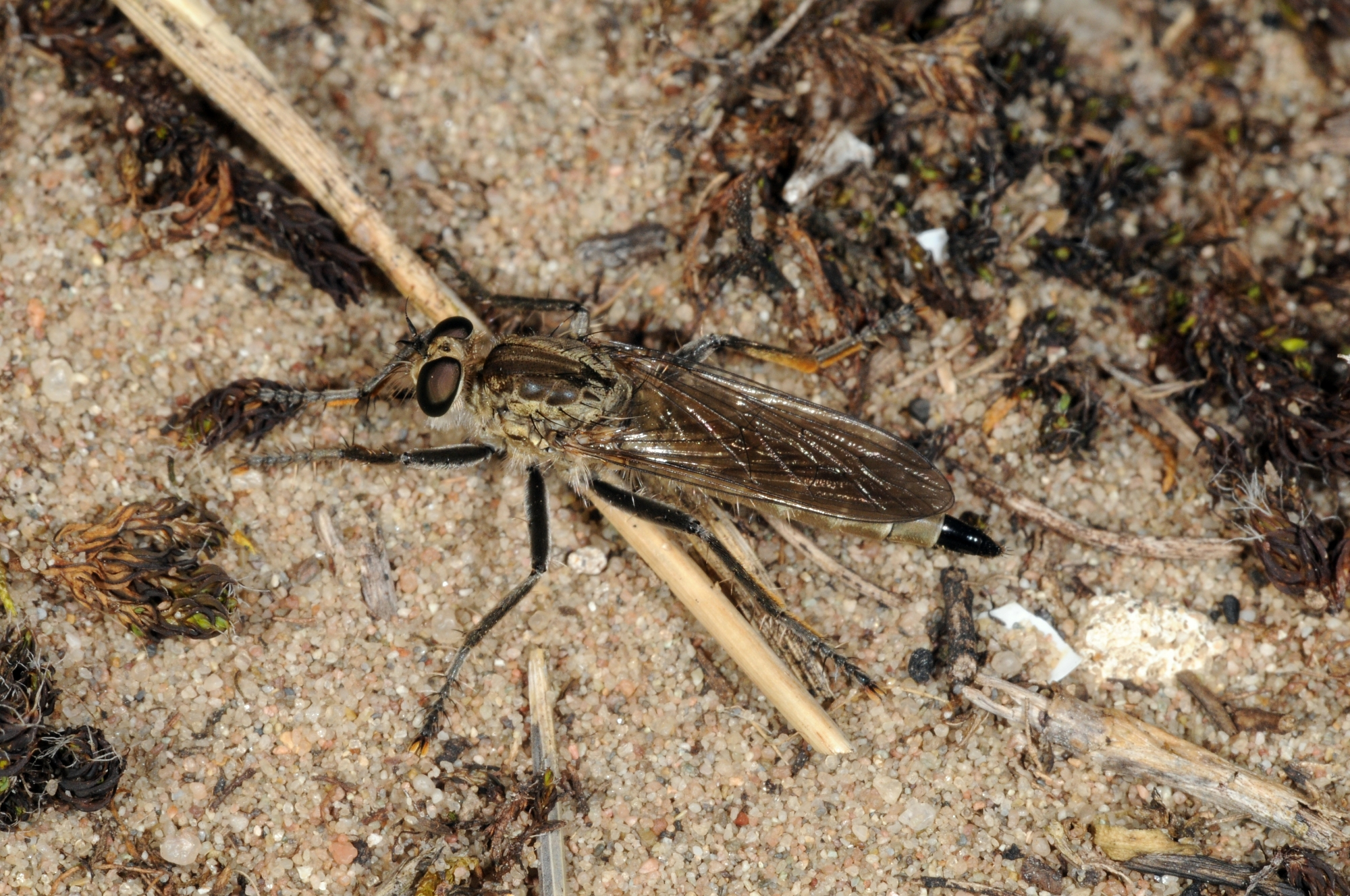
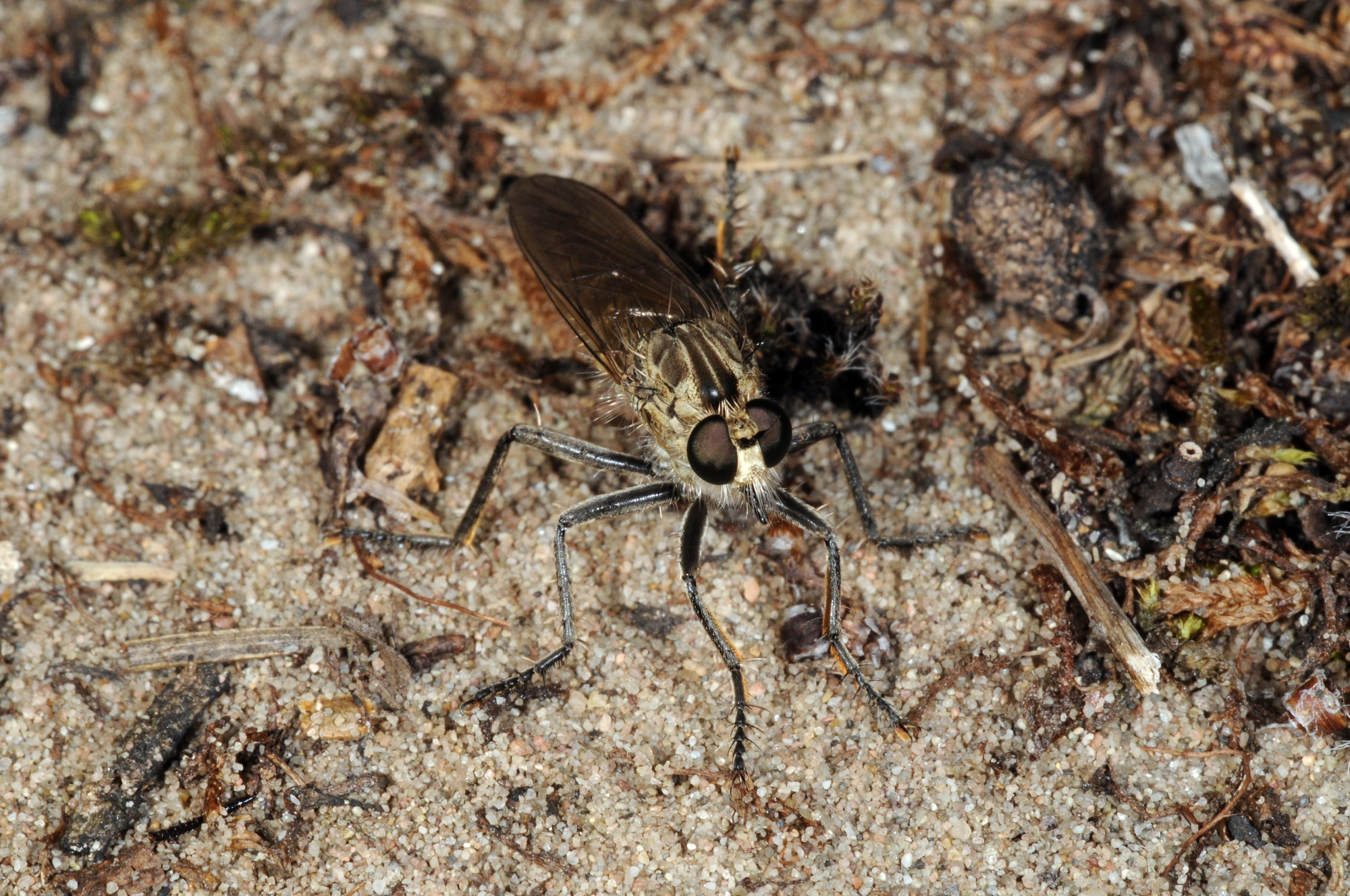